# Jakob Zeller
 (décembre 2021).
Si vous disposez d'ouvrages ou d'articles de référence ou si vous connaissez des sites web de qualité traitant du thème abordé ici, merci de compléter l'article en donnant les références utiles à sa vérifiabilité et en les liant à la section « Notes et références ».
Pour les articles homonymes, voir Zeller.
Jakob Zeller est un artisan sculpteur et ivoirier allemand de la cour du prince-électeur de Saxe, Jean-Georges Ier de Saxe, au début du XVIIe siècle.
Née à Ratisbonne, il commence à travailler pour la cour saxonne à partir de septembre 1610, où il succède à Egidius Lobenick. Ses œuvres se retrouvent au Grünes Gewölbe, le trésor royal saxon.
Son atelier comprend d’autres artisans comme Georg Friedel et Marcus Heiden.